# Гиацинтик беловатый
Гиаци́нтик белова́тый, или Гиацинтелла беловатая, или Гиацинтик пепельно-серый, или Гиацинтелла пепельно-серая, или Гиацинтик бледно-голубой (лат. Hyacinthella leucophaea) — многолетнее травянистое растение, вид рода Гиацинтик (Hyacinthella) подсемейства Пролесковые (Scilloideae) семейства Спаржевые (Asparagaceae).

## Описание
Растение 8—15 см в высоту, может достигать 20 см. Является эфемероидом — растением, которое цветёт ранней весной, когда большая часть цветов только начинает прорастать.
Луковицы имеют яйцевидную или конусовидную форму, 1,5—2 см высотой и 1—1,5 см в диаметре, сложены 8—11 чешуями (разросшиеся влагалища листьев и запасающие низовые чешуи).
Листьев 2—4, приземные, линейные, желобчатые. 
Цветки имеют воронковидную либо трубчато-воронковидную форму, голубого либо беловатого цвета, собраны в кисть до 30 цветков. Доли Околоцветника равны ⅓ трубки, прямые (могут быть едва отклонённые). Тычинки прикреплены в нижней части трубки, нити тычинки тонкие, пыльники короткие, голубого или фиолетового цвета. 
Плод — округло-яйцевидная сплюснутая коробочка. Созревает в мае — июне. 
Размножается семенами. Семена округлые, бурого цвета, без присемянника.

## Экология и распространение
Произрастает в степях, на остепенённых лугах и меловых обнажениях.
Ареал обитания — Восточная Европа и Малая Азия.

## Охранный статус
Гиацинтик беловатый занесён в Красную книгу Белгородской и Курской областей.